# 体育公园站 (南通市)
體育公園站是南通轨道交通2号线的地铁车站，位于中华人民共和国江苏省南通市崇川区濠西路与青年路交叉口地下，体育公园地块内，于2023年12月27日开通。

## 车站结构
體育公園站沿濠西路设置，呈南北走向，为地下三层岛式站台车站。车站地下一层为站厅层，地下二层为设备层，地下三层为站台层。
| 地面              | 出入口 | 1-7出入口                                                                                         |
| 地下一层          | 站厅   | 客服中心、自动售票机、验票机                                                                      |
| 地下二层          | 设备层 |                                                                                                   |
| 地下三层          | 站台层 | \| \| \| 2号线往幸福（和平橋） \| \| 島式 · 開左邊车门 \| \| \| \| \| \| 2号线往先锋（易家橋） \| |
|                   |        | 2号线往幸福（和平橋）                                                                             |
| 島式 · 開左邊车门 |        |                                                                                                   |
|                   |        | 2号线往先锋（易家橋）                                                                             |

## 车站出口
體育公園站共设7个出口，各出口及周围设施如下所示：
| 编号                | 周边信息                                           | 照片  | 无障碍设施 |
| ------------------- | -------------------------------------------------- | ----- | ---------- |
| 1 · 出口            | 青年中路(北)、跃龙路 (西)、豪河经典苑              |       | 不適用     |
| 2 · 出口 · （设有） | 青年中路（南）、跃龙南路（东）、南通市第三人民医院 |       |            |
| 3 · 出口 · （设有） | 南通大学附属医院                                   | 3号口 |            |
| 4 · 出口            | 体育公园                                           |       | 不適用     |
| 5 · 出口 · （设有） | 跃龙路（东）、青年中路、南通市启秀中学             |       |            |
| 6 · 出口            | 青年中路（北）、跃龙路（东）、中国体育博物馆       |       | 不適用     |
| 7 · 出口            | 体育公园·冠军之路                                  |       | 不適用     |
| 图例： 设有         |                                                    |       |            |

## 接驳交通

### 公交车
7路，13路，15路，31路，41路，88路，D7路，D10路，D25路

## 车站装饰
体育公园站以“冠军之路”为主题，通过奥运五环以及南通获得的奥运冠军项目等元素，打造绚丽的星空顶，体现运动健儿拼搏奋斗、突破自我的精神特质。

## 车站历史
- 2020年8月14日，正式站名公布，本站命名为體育公園站[3]。
- 2023年12月27日，随2号线一期工程通车一同开通[1]。